# Wichmann von Klingenberg
Wichmann (von) Klingenberg, seit 1741 Freiherr von Klingenberg (* 1668 in Herford; † 12. September 1750 in Leipzig) war ein königlich-polnischer und kurfürstlich-sächsischer General der Kavallerie, Gouverneur der Festung Pleißenburg und der Stadt Leipzig.

## Leben
Er war von Jugend auf bei der sächsischen Armee und stieg dort zu höchsten Chargen auf. Er wurde am 3. Februar 1714 Oberst in Dragoner-Regiment „Baudissin“. Mit dem kämpfte er im Nordischen Krieg in Polen. Bei der großen Militärreform im Jahr 1717, wurde das Regiment mit Mannschaften aus den aufgelösten Regimentern Brause und Graf Moritz ergänzt. Außerdem wurde er Chef des Regiments, bis er es 1729 an Chevalier Prince de Saxe abgab. Am 10. Dezember 1729 stieg er zum Generalmajor auf. Während des Polnischen Erbfolgekriegs war er 1734 und 1735 mit der Bekämpfung von Partisanen (Malcontenten) beauftragt. 1736 übernahm er vom Generalmajor Polenz das Kommando über die kursächsischen Truppen in Polen und auch der sächsischen Krongarde von 1200 Mann in Warschau. Am 12. November 1738 erhielt er die Beförderung zum Generalleutnant. Während des Ersten Schlesischen Krieges 1741 erhielt er das Kommando in der Lausitz. 1743 wurde er dann zum Gouverneur von Leipzig ernannt und am 26. September 1745 zum General der Kavallerie ernannt.
Er musste im November 1745 nach preußischer Belagerung die Stadt an den Fürsten von Anhalt-Dessau übergeben. Nach dem Friedensschluss Ende Dezember 1745 zogen die Preußen ab und Klingenberg wurde erneut Gouverneur. Er starb am 12. September 1750 und wurde in der Universitätkirch beigesetzt.
Klingenberg leitete seine Herkunft vom schwäbischen Adelsgeschlecht von Klingenberg ab und stand über 60 Jahre im Dienst der Wettiner. Im kursächsischen Reichsvikariat ließ er sich die adlige Abstammung bestätigen und gleichzeitig wurde er am 26. Mai 1741 in den Freiherrenstand erhoben. Diese Erhebung wurde in Kursachsen am 12. Februar 1742 notifiziert.
Er hatte wenigstens zwei Kinder:
- Georg Karl († 5. November 1776 in Sonnenstein), General der Infanterie[2] ⚭ 1766 Christiana Sophia Eleonora Kölbel von Geysing (* 13. Dezember 1743)[3]
- Tochter ⚭ N.N. von Marschall